# Кислотне число
Кисло́тне число́, КЧ — показник, що характеризує вміст у досліджуваній речовині вільних кислот. Чисельно КЧ виражається як кількість міліграмів гідроксиду калію, що йде на нейтралізацію кислот у наважці речовини масою 1 г.
Для алкідних смол кислотне число складає 20—100, для бджолиного воску — 62—70, для рослинних олій — 1—10.
Кислотне число є різницею між числом омилення та ефірним числом.

## Визначення
В ході визначення кислотного числа досліджувану речовину відомої маси (близько 0,5—1 г) розчиняють і в присутності індикатору фенолфталеїну розчин титрують стандартним спиртовим розчином KOH (концентрацією 0,1 моль/л) до появи стійкого рожевого забарвлення. За отриманим об'ємом титранту розраховують КЧ:
КЧ = 56,1 · CM · V / m,
де 56,1 — молярна маса KOH, г/моль; 
CM — молярна концентрація розчину KOH, моль/л;
V — об'єм розчину KOH, що пішов на титрування досліджуваної проби, мл;
m — маса наважки досліджуваної речовини, г.